# 开皇乐议
开皇乐议是隋朝文帝开皇年間廷臣間關於樂律的一場論戰:25。因朝臣奏请旧乐音陈，请奏改制，后由郑译等人领导革新乐府音律。開皇樂議的全盤經過見於隋書音樂志。:4

## 关联条目
- 郑译
- 乐府